# Limp Bizkit
Limp Bizkit — американський ню-метал гурт, створений в місті Джексонвілл, штат Флорида в 1994 році. До складу гурту входять Фред Дерст (вокал, тексти), Вес Борланд (гітара, бек-вокал), Сем Ріверс (бас-гітара), Джон Отто (ударні) та DJ Lethal (скретчі, семпли, клавішні, програмування).
Гурт став відомим після виходу альбому Significant Other в 1999 році, а в 2000 році вийшов найуспішніший їх альбом Chocolate Starfish and the Hot Dog Flavored Water, який приніс гурту всесвітнє визнання.
У 2001 році гітарист Вес Борланд залишає Limp Bizkit і присвячує себе сольним проєктам. 2003 року вакантне місце гітариста займає Майк Сміт, з яким гурт записує четвертий студійний альбом Results May Vary. У 2004 Майк Сміт покидає Limp Bizkit, того ж року до гурту повертається Вес Борланд. 2005 року виходить міні-альбом The Unquestionable Truth (Part 1). На початку 2006 через конфлікт із Фредом Дерстом Вес Борланд знову покидає гурт. У лютому 2009 року гурт возз'єднується в оригінальному складі і проводить Unicorns N' Rainbows Tour, що ознаменував повернення Limp Bizkit. 28 червня 2011 року вийшов новий студійний альбом Gold Cobra. В грудні 2011 року Limp Bizkit розірвали контракт з рекорд-лейблом Interscope, а в лютому 2012 приєднались до хіп-хоп лейблу Cash Money Records. Зараз гурт працює над новим матеріалом.

## Історія гурту

### Формування та перші роки (1994—1996)

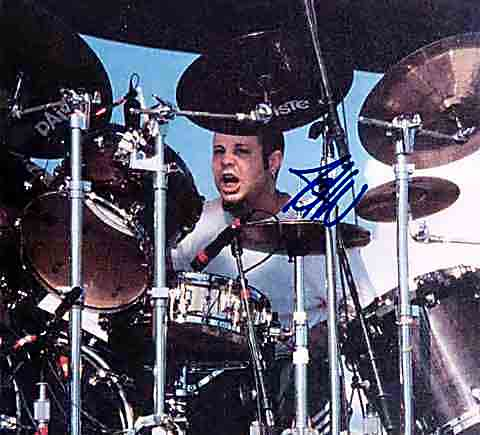
Джон Отто до участі в Limp Bizkit був джазовим барабанщиком школи мистецтв Дугласа Андерсона і грав у авангардних гуртах.

Фред Дерст виріс в Джексонвіллі, штат Флорида. У підлітковому віці він захопився брейкдансом, хіп-хоп-культурою, панк-роком та хеві-металом. Дерст читав реп, займався діджєїнгом, бітбоксингом та скейтбордингом. Коли Дерст працював газонокосарем та тату-майстром у нього народилася ідея створити музичний колектив, який би поєднував елементи рок-музики та хіп-хопу. На початку 1990-х Фред Дерст був учасником трьох гуртів: Split 26, Malachi Sage, які не мали успіху та припинили існування, і 10 Foot Shindig, яку Дерст покинув сам. В грудні 1993 року Фред Дерст всерйоз задумався про створення власного гурту. Він зв'язався з басистом Malachi Sage Семом Ріверсом та запропонував йому стати учасником свого гурту. Ріверс погодився і своєю чергою запропонував як ударника кандидатуру свого кузена джазового барабанщика Джона Отто, який на той момент грав у школі мистецтв Дугласа Андерсона і в різних місцевих аванградних гуртах. Потім до них приєднався гітарист Роб Вотерс. Він лише взяв участь в роботі над демозаписом та покинув гурт. Місце Вотерса зайняв Террі Бальзамо, який втім, також пішов з колективу. На зміну Бальзамо до гурту приходить гітарист Вес Борланд.
Поточну назву гурту «Limp Bizkit» можна перекласти, як «розм'якле печиво/бісквіт». Воно з'явилося таким чином: музиканти почали міркувати над назвою свого колективу. Серед розглянутих варіантів були «Gimp Disco», «Split Dickslit», «Bitch Piglet» і «Blood Fart». На думку Фреда Дерста запропоновані назви не підходили. Внаслідок Сем Ріверс не витримав та несподівано промовив: «My brain is like a limp biscuit!» (з англ. «Мій мозок немов розм'якле печиво!»). Словосполучення сподобалося Дерсту, однак він вирішив поміняти написання слова biscuit на bizkit (вимова при цьому не змінюється). Фред Дерст хотів таку назву для гурту, яка б відштовхувала слухачів. За його словами «такою назвою ми хотіли відсунути людей, що не бажають нас слухати, подалі».
В 1996 році до гурту приєднується DJ Lethal, колишній учасник відомого хіп-хоп-гурту House of Pain. На думку музикантів Limp Bizkit, прихід DJ Lethal дозволив гуртові експериментувати в музиці та сформувати власний стиль. У цей час між Фредом Дерстом та Весом Борландом виникає конфлікт, через що Борланд відмовляється грати в гуртові.

### Three Dollar Bill, Yall$та тривалі гастролі (1997—1998)
Вже під час запису першого альбому між Фредом Дерстом і Весом Борландом починають виникати конфлікти, через які, в майбутньому, гурт декілька разів буде на грані повного розпаду.
Продюсерами альбому виступили Рос Робінсон та DJ Lethal. Альбом був записаний всього за 6 днів. Звучання альбому вийшло дуже жорстким, сирим та андеграундним. Реліз дебютної платівки Three Dollar Bill, Yall$ (укр. «Вам усім рахунок на три долара») відбувся 1 липня 1997 року на лейблі Interscope. У чарті Billboard альбом досягнув 22 сходинки. За перший тиждень було продано тільки 4 тис. екземплярів.
Низькі продажі та практично повна невідомість гурту підштовхнули Фреда Дерста розпочати тривалі гастролі на підтримку альбому. Limp Bizkit спільно з Korn, Orgy, Rammstein та іншими беруть участь в Family Values Tour. Пізніше гурт виступив на Ozzfest, однією з декорацій якого став величезний унітаз просто посеред сцени. На додачу Limp Bizkit організували власну серію вечірок під назвою «Ladies Night in Cambodia», під час якої кожну ніч перші 200 дівчат проходили на шоу безкоштовно. Не обійшлося й без скандалів: Flip/Interscope Records був звинувачений в дачі хабара за почастішання ротації Counterfeit на KUFO радіо в Портленді, штат Орегон.
Тривалі гастролі (18 місяців) сприяли зростанню популярності як гурту так і альбому. До середини 1999 року було продано 1,6 млн копій дебютника. В майбутньому для багатьох фанів цей диск стане улюбленим. У світлі наступних, більш поп-орієнтованих альбомів, він залишається квінтесенцією Limp Bizkit.
Синглами з альбому вийшли «Counterfeit» та скандальний кавер на пісню Джорджа Майкла «Faith», який майже одразу став хітом і увійшов в саундтрек до фільму Пітера Берга «Дуже погані речі» (англ. «Very Bad Things»). На пісні «Counterfeit», «Faith» та «Sour» було знято кліпи.
У 1998 році Фред також встигає засвітитися на альбомі Korn в пісні «All in the Family» і на альбомі Soufly в пісні «Bleed».

### Significant Other(1999—2000)
Після успіху синглу «Faith» Limp Bizkit починають роботу над другим студійним альбомом. Продюсером платівки став Террі Дейт, що працював раніше з Pantera, White Zombie і Deftones. За участю Method Man і Полі Шора гурт записав трек «Shut the Fuck Up», який був перейменований в «N 2 Gether Now». Крім Limp Bizkit над платівкою працювали Джонатан Девіс, Скотт Вейленд з Stone Temple Pilots, Аарон Льюїс з Staind, Лес Клейпул і Метт Пінфілд. Також спільно з Емінемом Дерст записав композицію «Turn Me Loose», що не увійшла до альбому.
В червні 1999 року вийшла друга платівка Significant Other, що принесла Limp Bizkit великий комерційний успіх. Альбом досяг 1 рядка в Billboard 200 з проданим тиражем 643 874 копій за перший тиждень. За другий тиждень було продано ще 335 000 екземплярів платівки. Перший сингл «Nookie» також придбав популярність і став хітом. Учасники гурту регулярно з'являлися на обкладинках різних музичних видань, в тому числі і Spin. Гурт також обзавівся власним інтернет-сайтом та почав контактувати зі своїми шанувальниками. Після релізу Significant Other Фред Дерст переїхав з Джексонвілла в Лос-Анджелес. В музичному плані другий альбом значно перевершував за якістю звучання Three Dollar Bill, Yall$ і отримав безліч позитивних відгуків музичних оглядачів. Проте гурт також піддавався критиці в засобах масової інформації; в одній зі статей Spin з приводу альбому Significant Other було написано, що «Limp Bizkit ще не написали гарну пісню», а музиканти Мерілін Менсон та Трент Резнор критикували підхід Limp Bizkit до музики.

Через деякий час, після виходу Significant Other, гурт вирушив в концертний тур, який розпочався з неприємностей. На спільному виступі Limp Bizkit з Кідом Роком, Сем Ріверс розбив свою бас-гітару, розсердившись на неї через поганий звук. Ріверс сильно порізав руку і йому довелося накладати шви. 12 липня 1999 під час виступу в Сент-Полі, штат Міннесота, Фред Дерст штовхнув охоронця, через що пізніше був заарештований за звинуваченням в нападі. Ці події всіляко мусувалися в пресі. Зокрема Rolling Stone негативно сприйняв все, що відбулося. Пізніше редактор The New York Times Енн Паверс писала:
Гурт був би цікавим, якби не нагромадження одноманітного темпу і не відсутність таланту у містера Дерста.
24 липня 1999 перед 200 000 аудиторією відбувся скандальний виступ гурту на фестивалі Вудсток '99. Насильницькі дії почалися під час і після виступу. В процесі виконання пісні «Break Stuff» шанувальники зривали з огорож фанеру. Було повідомлено про декілька сексуальних домаганнях після виступу. Фред Дерст під час концерту заявив: «Травмуються люди. Не робіть нікому боляче. Але я не кажу, що ви повинні спокійно стояти. Це було завдання Аланіс Моріссетт та її покидьків-фанатів. Якщо хтось впаде, підійміть його. Ми вже випустили свій негатив. Тепер ми хочемо випустити позитивну енергію». Пізніше в інтерв'ю Дерст сказав: «Я не бачив, щоб хтось отримував травми. І ви не бачили цього. Коли ти дивишся на море людей з 20-футової сцени, коли ти виступаєш, ти відчуваєш свою музику, і це чого від тебе чекають. Хіба я міг помітити що щось йде не так?». В інтерв'ю журналу San Francisco Examiner, учасник гурту Primus Лес Клейпул сказав:
На Вудстоку Дерст був Дерстом. Його позиція «будь-яка преса— погана преса», це те, що він бере на себе. Він загруз у цьому. Все ж, він чудовий хлопець.

### Chocolate Starfish and the Hot Dog Flavored Waterта світовий успіх (2000—2001)
На початку 2000 року був анонсований вихід третього студійного альбому. Фред Дерст оголосив, що назвою платівки буде Chocolate Starfish and the Hot Dog Flavored Water. Багато журналістів сприйняли це як жарт; справа в тому, що в США фраза «chocolate starfish and the hot dog flavored water» має пряме відношення до сексу. В одному з інтерв'ю Вес Борланд заявив, що назва прийшла в голову, коли Дерст та Борланд стояли на стоянці вантажівок та під'їхали контейнери з шоколадним печивом та газованою водою.
В червні 2000 року Limp Bizkit брали участь на Dysfunctional Family Picnic, проте їх виступ в рамках фестивалю відбувся на годину пізніше часу зазначеного в сет-листі. Прес-секретар Interscope пояснив це тим, що виникла плутанина при організації Dysfunctional Family Picnic. Також Фред Дерст перед глядачами образив вокаліста Creed Скотта Степпа та називав його егоїстом. Пізніше між Дерстом та Степпом виник конфлікт під час роздачі автографів після проведення фестивалю Total Request Live. В липні та серпні 2000 року Limp Bizkit провели концертний тур, що спонсорував файлообмінною мережею Napster. Дерст був прихильником вільного розповсюдження файлів. Пізніше Limp Bizkit провели Guerrilla Tour; гурт проводив виступи прямо на вулиці. Знятий матеріал був доступний в інтернеті.

### Пошуки нового гітариста,Results May Vary(2001—2004)
Весь 2002 рік гурт займається пошуком нового гітариста, який зміг би замінити Веса Борланда. В травні 2002 Фред розміщує на офіційному сайті пропозицію Весу повернутися до гурту:

«Ми дуже сподіваємося, що Вес скоро повернеться до нас і порадує нас новими класними партіями і рифами. Ми дуже сумуємо за ним і просимо його повернутися, попри те, що у нього є сольний проєкт і він напевно задоволений своєю командою»

Але Вес відмовляється і починає прослуховування вокалістів для свого проєкту Eat The Day.
В квітні 2003 до Limp Bizkit приєднується гітарист Майк Сміт, екс-учасник рок-гурту Snot. Починається активна студійна робота. Та запис нового альбому затягується, гурт декілька разів перезаписує новий матеріал, з ціллю пошуку потрібного звучання. В ЗМІ фігурують різні назви та дати виходу нового альбому.
23 вересня 2003 року виходить четвертий студійний лонгплей Results May Vary. Він досяг 3 місця в чарті Billboard та 7 місця в Британії, і був далеким від успіху свого попередника. Платиновим у США Results May Vary став тільки через 4 роки після релізу. Альбом супроводжували 2 сингли — Eat You Alive та Behind Blue Eyes (кавер-версія пісні легендарного британського рок-гурту The Who). На сингли було знято кліпи. Пісня Behind Blue Eyes ввійшла в саундтрек до фільму «Готика» з Холлі Беррі в головній ролі. В записі пісні Red Light — Green Light взяв участь Snoop Dogg.
Звучання альбому різко контрастувало зі звучанням його попередників. Більшість треків з нього — це повільні ліричні балади, а пісень, які б хоч нагадували попереднє звучання, дуже мало. Старі фани вороже сприйняли нове звучання гурту і вважають Results May Vary найгіршим альбомом Limp Bizkit.

### Повернення Веса Борланда,The Unquestionable Truth (Pt. 1)(2004—2006)
До літа 2004 року стали ходити чутки про те, що Майк Сміт залишив Limp Bizkit, а на його місце повернувся Вес Борланд. У липні ці чутки підтвердилися — Борланд вже працював разом з гуртом над новим матеріалом. У серпні Дерст офіційно підтвердив зміну гітаристів в інтерв'ю:

«З Майком ми добре попрацювали, але в глибині душі кожен з нас знав, що він не зовсім той хлопець, що нам потрібен. Ми задоволені тим, що працюємо разом з Весом».

Повернувшись до свого класичного складу, гурт засів в студії для роботи над новим альбомом. На допомогу їм був запрошений знаменитий продюсер Рос Робінсон, разом з яким Limp Bizkit записали свій дебютний альбом Three Dollar Bill Y'all$.
У травні 2005 року з'являється нова робота гурту — 30-хвилинний міні-альбом із семи пісень The Unquestionable Truth Pt.1 (укр. «Незаперечна істина (Частина перша)»). Вихід альбому не супроводжувався масштабною рекламною кампанією — більш того, промоушн альбому був майже на нулі і альбом розходився дуже повільно. Така тиша була частиною стратегії гурту — вони самі наполягли на відсутності реклами і галасу навколо альбому. У «The Unquestionable Truth Pt.1» Limp Bizkit повернулися до жорсткішого, агресивного звучання, і Дерст вперше заспівав про речі, які його хвилюють в навколишньому світі. Фред згодом сказав, що при записі цього альбому на нього сильно вплинула творчість гурту Rage Against the Machine. Був оголошений тур на підтримку альбому. Фред Дерст навіть планував виступити в Києві на Майдані Незалежності, але менеджмент гурту не зміг домовитися з організаторами і задум не був реалізований.
У листопаді того ж року вийшов офіційний збірник найкращих пісень гурту, названий Greatest Hitz — вихід цієї платівки супроводжувала настільки масштабна рекламна кампанія, що навіть сам Дерст врешті-решт зізнався, що його змусили брати участь у промоції альбому, який він навіть не планував випускати. Разом з диском вийшов і DVD, на який увійшли всі кліпи гурту. «Родзинкою» «Greatest Hitz» було те, що туди увійшло три нових трека. Вихід збірника супроводжував сингл Home Sweet Home (Bittersweet Symphony), на який було змонтовано кліп, після чого гурт замовк. 

### Перерва: сайд-проєкти та кінорежисура (2006—2008)
На початку 2006 року велася мова про те, що в цьому році можна очікувати цілих два нових релізи Limp Bizkit — другу частину «The Unquestionable Truth Pt.2» та новий повнометражний альбом. Однак гурт зберігав вперте мовчання. Врешті-решт, ситуацію прояснив Вес Борланд, коли розмістив у своєму блозі масштабне звернення до прихильників.

«Багато хто з вас запитує, як складається ситуація з Limp Bizkit, і ось що я можу сказати вам в цей час. Ми почали писати музику і, врешті-решт, написали достатньо матеріалу, щоб випустити три платівки. Ми навіть досягли того моменту, коли Фред сказав, що він задоволений музикою і готовий розпочати записувати. Ми записувалися двічі, спочатку з Семом Сіглером на ударних, а потім заново з нашим ударником Джоном Отто. Фред записав вокал в 6 піснях з 13, а потім залишив це заняття. Ми вже двічі намагалися повернутися в студію і записати все, однак ситуація не змінилася — купа музики, ніякого вокалу. Схоже, Фред більше не хоче співати поверх тієї музики, що ми написали. Гастролювати теж ніхто не хоче, нас і не кличуть — через те, що ми скасували концерти минулого літа, ніхто не хоче з нами співпрацювати, всі бояться, що ми знову все відмінимо. Сподіваюся, вам стало хоч щось зрозуміло».

Фред Дерст дав інтерв'ю, в якому повідомив, що зараз він займається постановкою свого першого фільму. Про те, коли Limp Bizkit продовжить свою роботу і чи продовжить він її взагалі, не було сказано ні слова. Басист Сем Ріверс вже організував новий проєкт The Embraced і записує дебютний альбом. Вес Борланд також продовжує працювати самостійно.
Через деякий час Фред Дерст опублікував свою відповідь на висловлювання Борланда. Він розмістив на своєму сайті 57-секундний трек з речитативом, у якому звинувачував Борланда в тому, що той так і не зміг визначитися, на чиєму ж він боці. Пізніше Фред опублікував велике звернення до шанувальників, в якому говорилося, що Limp Bizkit не планують розпадатися і що в найближчому майбутньому вони все-таки випустять альбом The Unquestionable Truth Pt 2 — тільки це буде повнометражний альбом, а не міні, як передбачалося спочатку.

«Альбом буде складатися з треків записаних з Весом, а інший простір альбому буде забито піснями записаними за відсутності Веса».

У 2007 році всі учасники гурту розходяться по сайд-проєктах. Фред Дерст працює над новим фільмом, Вес Борланд випускає дебютний альбом зі своїм новим гуртом Black Light Burns під назвою Cruel Melody. Джон Отто організовує гурт Stereochemix, DJ Lethal створює семпли в гурті La Coka Nostra куди увійшли його старі друзі з House Of Pain, а Сем Ріверс продюсує молоді рок-гурти з Джексонвіля.

### Возз'єднання,Unicorns N' Rainbows Tour(2008—2009)
У 2008 ріці виходять два DVD-диска «Kick Some Ass» і «Rock Im Park 2001» із записами концертів. З'являються чутки, що гурт знову відновлює роботу над альбомом і навіть налагоджує зв'язки з Весом Борландом. Але гітарист, і нині вокаліст Black Light Burns , відмовляється від пропозиції колишніх колег. А також говорить у своєму інтерв'ю, що Limp Bizkit його більше не цікавлять. Влітку цього ж року виходить новий альбом Black Light Burns, який складається повністю з каверів. А пізніше Вес на деякий час стає гітаристом у Marilyn Manson і виступає разом з ними. У листопаді 2008 на офіційному сайті Limp Bizkit почали з'являтися фотографії з репетицій.
На початку 2009 року на тому ж офіційному сайті оновлюється флеш-заставка, і на ній, в стилі карикатури, зображений гурт в оригінальному складі (!). Починають з'являтися дати і місця проведення майбутніх концертів. В лютому 2009 ситуацію прояснює Вес Борланд:

Ми вирішили, що нас набагато сильніше бісить сучасна важка музика, ніж ми бісимо одне одного. Незалежно від того, на скільки розійшлись наші шляхи, ми розуміємо, яка потужна і унікальна енергія йде від цього гурту з п'яти осіб — така енергія, яку не знайти більше ніде. Саме тому Limp Bizkit повернулись.
Оригінальний текст (англ.)
We decided we were more disgusted and bored with the state of heavy popular music than we were with each other. Regardless of where our separate paths have taken us, we recognize there is a powerful and unique energy with this particular group of people we have not found anywhere else. This is why Limp Bizkit is back.

20 травня 2009 року в Латвії відбувся перший концерт в рамках Unicorns N' Rainbows Tour. Уперше за вісім років Limp Bizkit виступили в оригінальному складі, а 31 травня 2009 року вперше за свою кар'єру відвідали Київ і дали 1,5 годинний концерт в Палаці спорту. 5 і 7 червня, відповідно, зіграли на 2-х німецьких рок-фестах Rock Im Park і Rock Am Ring (як хедлайнери). 1 серпня Limp Bizkit офіційно було введено в Зал Слави журналу Kerrang!. 2 серпня спільно з Machine Head і Nine Inch Nails зіграли на фестивалі Sonisphere.

### Запис та релізGold Cobra, концертні тури, розрив зInterscope(2009—2011)
24 серпня 2009 року офіційно розпочався запис нового матеріалу. 30 листопада в інтерв'ю журналу Kerrang! Фред заявив, що майбутній студійний альбом отримає назву Gold Cobra і вийде літом 2010 року на лейблі Interscope/Polydor. Пізніше на офіційному сайті були викладенні зразки графічного оформлення нового альбому, розроблені Весом Борландом. Серед гостей на альбомі очікувались Mathematics, Raekwon (Wu-Tang Clan), Gene Simmons, Aaron Lewis та Paul Wall. 2 квітня 2010 року в своєму мікроблозі на Twitter [Архівовано 9 серпня 2010 у Wayback Machine.] Фред написав, що запис нового матеріалу завершений.
30 квітня 2010 на офіційному сайті з'явився новий трек Why Try. Оголошено про те, що в липні розпочнеться тур по США, який, втім, спочатку був перенесений на два місяці, а потім і взагалі скасований. 8 серпня Фред Дерст, посилаючись на затримку з виходом альбому, опублікував на твіттері ще один новий трек — Walking Away. 18 серпня стартував європейський тур Limp Bizkit. 29 серпня Limp Bizkit виступили на Reading Festival. 7 жовтня в рамках європейського туру гурт відвідав Київ. Після європейського мав відбутися тур Південною Америкою, але концерти скасували через те, що Фред Дерст пошкодив шию під час концерту у Варшаві.
В листопаді Фред Дерст провів декілька онлайн-трансляцій, під час яких включав уривки нових треків, записаних для Gold Cobra. 10 лютого 2011 року оновлюється офіційний сайт гурту і на ньому з'являється наступне:

«Чим ближче до кінця лютого 2011, тим реальніша перспектива того, що альбом нарешті вийде. Так-сяк Gold Cobra вимостила собі шлях через корпоративні нетрі і нарешті дісталася до студії, де зводиться Дейвом Шіффманом (Dave Schiffman). Я маю намір добитися максимальної „неполіровки“ звуку на альбомі. Ми багато обговорювали з Дейвом ще з самого початку запису Кобри, і він точно знає і відчуває той звук, який я шукаю при зведенні. Ми дуже раді тому, що зможемо донести цей альбом до ваших вух. Як багато хто зміг помітити, ми маємо і будемо витрачати саме стільки часу, скільки нам потрібно, незалежно від тиску, який чиниться на нас. Так що витрачайте свій час і кричіть далі, якщо вам подобається. Це ваша справа».
Оригінальний текст (англ.)
[
"As we head towards the end of February 2011 the realities of having a completed album to expose are finally here. Through thick and thin, the Gold Cobra has slivered its way through the corporate jungle and into the studio to be mixed by Dave Schiffman. My intentions are to keep as much "polish" off of this album as possible. I have had many discussions with Dave as he's been on the cobra since the beginning and knows exactly the sound I am looking for regarding the mix. We are extremely excited to get this album into your eardrums. As some of you have noticed, we have and will take as much time as we need before putting this album out regardless of any pressure or impatience that is thrown our way. So, waste your breath if you like. Its your prerogative.-fd"] Помилка: {{Lang}}: текст вже має курсивний шрифт (допомога)

З 23 лютого по 17 березня Дерст у своєму мікроблозі на Twitter опубліковує назви зведених треків. Загалом було зведено 20 треків. В записі треку Ready To Go взяв участь американський репер Lil Wayne. 15 травня новий сингл Shotgun став доступний для покупки в mp3-форматі на сайті getmusic.com.au[недоступне посилання з червня 2019].
23 червня 2011 року вийшов кліп на пісню Gold Cobra (див. тут  [Архівовано 7 жовтня 2011 у Wayback Machine.]).
28 червня 2011 року вийшов новий студійний альбом Gold Cobra. Платівка дебютувала на 16 місці в Billboard 200. До кінця року в США було продано 63 тис. копій диску. Альбом отримав, переважно, позитивні відгуки в музичних виданнях та на музичних інтернет-ресурсах. Звучання альбому близьке до такого, як в класичних альбомах Limp Bizkit, але стало дещо жорсткішим і бруднішим, очевидно, під впливом The Unquestionable Truth Pt.1. Серед гостей на альбомі відзначились Raekwon (Wu-Tang Clan) та Mathematics в Combat Jazz, та Paul Wall в Middle Finger, щоправда обидві пісні були винесені в бонус-треки і з'явились тільки на японському та німецькому делюкс-виданнях альбому.
24 червня 2011 з виступу на Sonisphere Festival (Базель, Швейцарія) почався Європейський тур на підтримку альбому Gold Cobra. Limp Bizkit дали концерти в Німеччині, Франції, Австрії, Нідерландах, Бельгії та Італії. 10 липня виступили на Sonisphere UK Festival в Небуорті (Англія). 16 липня виступили як хедлайнери на Rock N' Coke Festival в Стамбулі (Туреччина). 21 липня 2011 концертом в Сантьяго (Чилі) Limp Bizkit відкрили Південно-Американський тур. Крім того гурт дав концерти в Бразилії, Парагваї, Аргентині, Перу та Панамі. 24 вересня Limp Bizkit як хедлайнери виступили на фестивалі Epicenter в місті Ірвін, штат Каліфорнія. В жовтні 2011 Limp Bizkit дали серію концертів в Японії. 14 жовтня відіграли концерт в Нагої, 15-го виступили як хедлайнери на метал-фестивалі Loud Park і місті Сайтама, 17 жовтня виступили в Токіо і 18-го дали заключний концерт в Осаці.
8 липня Фред, під псевдонімом polarbear fd, виклав на інтернет-ресурсі soundcloud.com [Архівовано 3 вересня 2011 у Wayback Machine.] нову, сольну пісню Hour Alone, записану під час концертного туру. 3 жовтня в онлайн-магазині Rock Band Music Store з'явилось доповнення до популярної гри Rock Band 3, в яке ввійшли пісні Limp Bizkit Gold Cobra, Nookie, My Way и Re-Arranged. Пісня Why Try ввійшла в саундтрек до науково-фантастичного фільму «Реальна сталь» (англ. Real Steel), прокат якого в США стартував 7 жовтня 2011 року.
У грудні 2011 року Limp Bizkit розірвали контракт з рекорд-лейблом Interscope, на якому були записані всі попередні альбоми гурту.
У січні 2012 Фред Дерст і Джонатан Девіс знялись у кліпі на пісню Gatekeepers голландського андеграундного хіп-хоп гурту Dope D.O.D.

### Limp Bizkit на Cash Money Records (з 2012)
24 лютого 2012 року Ronald «Slim» Williams і Bryan «Birdman» Williams оголосили про те, що Limp Bizkit стали частиною сім'ї Cash Money and YMCMB.

«The Cash Money Records і YMCMB продовжують рости і працювати в різних жанрах, що демонструє новий контракт з Limp Bizkit. Ми завжди захоплювалися тим, як вони змішали рок та хіп-хоп, і це привнесе в наш реєстр гурт з абсолютно унікальним звучанням».

 — говорить Birdman.

«Ми дуже раді роботи і співпраці сім'ї Cash Money і Limp Bizkit»

 — додає Slim.

«Я музикант, але мені доводилося і укладати контракти з виконавцями, так що я бачив ці справи з обох сторін, і я можу сказати, що Cash Money розташовані на вершині»

 — говорить Дерст.

"У цьому лейблі мене привабили не тільки їх відмінний смак і енергетика, а й віра в своїх артистів і сімейна атмосфера. Slim і Birdman дозволяють своїм музикантам залишатися самими собою, заохочують творчість і їх подальший розвиток. Я з нетерпінням чекаю, коли зможу розділити з лейблом моє бачення ситуації як директора, а також записати з Limp Bizkit один з найкращих наших альбомів … Я провів багато часу в музичному бізнесі, але до приходу на Cash Money ніколи не відчував себе настільки впевнено, комфортабельно і затишно — як вдома ".

У лютому 2012 року Limp Bizkit почали тур Австралією, де не були 11 років. В рамках фестивалю Soundwave 25 лютого 2012 гурт виступив в Брисбені, 26 в Сіднеї, 2 березня в Мельбурні, 3 в Аделаїді та 5 березня в Перті. Фред присвятив цей тур Джессіці Міхалік, що загинула під час виступу Limp Bizkit на фестивалі Big Day Out 26 січня 2001 року.
Найближчим часом гурт планує випустити сингл Ready To Go, записаний спільно з репером Lil Wayne, що стане першим релізом на новому лейблі. Крім того, за словами учасників Limp Bizkit, вони зараз працюють над повноформатним альбомом The Stampede Of The Disco Elephants та міні-альбомом The Unquestionable Truth (Part 2). За інформацією сайту nme.com [Архівовано 30 березня 2012 у Wayback Machine.] в роботі над EP бере участь ді-джей Slipknot Сід Вілсон.

Я можу з усією відповідальністю заявити, що зараз дух Limp Bizkit сильніший ніж будь-коли. Не тільки пишеться нова музика, а й настрій наш надзвичайно високий. Я відчуваю, що гурт готовий довго і тривало працювати. На жаль, руйнівна обстановка все таки пригнічує весь той настрій, що ми створюємо. Ми не можемо нічого поганого сказати про Леора і Отто, вони обидва відмінні хлопці, але вони занадто сильно застрягли в своїх проблемах. Ми дійсно засмучені тим, що відбувається. Ми вже роками дивимося як вони справляються зі своїми проблемами, їм це дається нелегко, якщо не сказати більше. Звичайно, у всіх є свої проблеми, але неможливо дивитися на те, як вони руйнують своє життя і псують атмосферу в гурті. Ніхто з нас не ідеальний, але схоже, що цим хлопцям потрібна допомога поза Limp Bizkit. Я бажаю їм якомога швидше оговтатися від своїх проблем, і, що дуже важливо, ПОВЕРНУТИСЯ В Limp Bizkit. Я дуже сподіваюся, що ці хлопці озирнуться і зрозуміють, що ми ЗАВЖДИ будемо підтримувати їх, ні дивлячись ні на що. Все, що ми хочемо — це попросити фанатів все зрозуміти. Боляче не тільки вам, нам теж боляче. З повагою.
Оригінальний текст (англ.)
[
I can honestly say that the spirit of Limp Bizkit is stronger than ever. Not only is the new music being made exciting and polarizing, our focus and determination is at an all time high. I feel that we have barely scratched the surface of reaching our full potential. At the same time, unfortunately, an ongoing internal struggle has become more than an obstacle in our band and more destructive than we can handle, anymore. We have nothing bad, at all, to say about John and Lethal. They are both incredible people, but they are deeply troubled in ways that affect the rest of us in the band in extremely negative ways. It truly saddens us all that it has come to this. Obviously, we’ve been though a lot together over the years and watching them struggle with their addictions and problems has been difficult, to say the least. Granted we all have our problems, but watching them destroy their lives and abuse others has not only become a liability, but a threat we cannot enable any longer. I have finally come to understand that their destructive actions and abusive words stem from issues and problems beyond their control. None of us are perfect by any means, but we feel they really need help apart from Limp Bizkit. I sincerely hope they both get the help and treatment that they need to be well and happy again. I wish them nothing but the best and will always be supportive and open to new beginnings, MOST IMPORTANTLY their return to Limp Bizkit. We hope they look back at this moment and realize, once and for all, that all of us are their biggest fans and we are here to support their recovery, no matter what. All we can hope and ask for from fans and outsiders is to be understanding and unconditionally supportive during such a trying time because this is sensitive for us all. Sincerely.] Помилка: {{Lang}}: текст вже має курсивний шрифт (допомога)

24 березня 2013, перший сингл з майбутнього альбому «Ready to Go» (Featuring Lil Wayne) вийшов на limpbizkit.com.
У квітні 2013 року гурт оголосив 34 дати туру, 25 з яких у США. Їхній гастрольний графік включав «Welcome to Rockville», «the Carolina Rebellion», «Rock Am Ring» у Німеччині та Римі.
12 червня 2013, Limp Bizkit на офіційній сторінці Facebook підтвердили, що відео на пісню «Ready to Go» є завершеним і готове до завантаження.

### Новий альбом 2021 року
У жовтні 2021 року після декількох переносів і зміни назви, Limp Bizkit випустили новий альбом Still Sucks.
Still Sucks відрізняється звичним звучанням — такий самий концентрований ню-метал, дика суміш репу та року з діджейськими скретчами, які зробили гурт популярним.
Роботу над альбомом, який тоді ще мав назву Stampede of the Disco Elephants, гурт почав невдовзі після релізу альбому Gold Cobra (2011). Робота неодноразово допрацьовувалася. В період з 2012 по 2015 гурт випустив кілька нових пісень, але жодна з них не потрапила на альбом 2021 року.

### Музичний стиль
Фред Дерст спочатку хотів, щоб гурт поєднував найрізноманітніші музичні стилі на скільки це можливо. Основні жанри, в яких Limp Bizkit представляють музику, це ню-метал, реп-метал, фанк-метал, реп-рок і альтернативний метал. До того ж у творчості музикантів простежуються елементи хеві-метала, прогресивного метала, хард-року, пост-гранжу та альтернативного року. Ударник Limp Bizkit Джон Отто має великий досвід роботи в різних напрямках. На початку своєї кар'єри він виконував від латиноамериканської та кубинської музики до бібопа та фанку. Колишній учасник гурту DJ Lethal виконував обов'язки звукового дизайнера, тим самим роблячи безпосередній вплив на формування звуку. При запису матеріалу і на концертних виступах він використовував скретчинг, семплування, електронні ефекти й інші способи обробки звуку. DJ Lethal в одному з інтерв'ю заявив:
Я намагаюся принести нове звучання, а не лише зациклений «скрекіт» і скретчі. […] Те що я роблю ви ніколи раніше не чули.
Гітарист Вес Борланд застосовує нетрадиційні прийоми гри та незвичайні способи використання шести та семиструнної гітари. При запису дебютного студійного альбому Three Dollar Bill, Yall$ він не використав медіатор, застосовуючи при грі обидві руки, однією граючи мелодійні гітарні нотації, а другою акорди. Виконання на гітарі Борланд нерідко супроводжує глушінням струн лівою рукою, створюючи спотворений та більше посилений звук. Музикант також використовує змінний штрих та синкопування для створення дезорієнтуючого, гіпнотичного і гудячого звучання. У пісні «Stuck» Борланд одночасно використовує педаль сустейна та приглушені рифи.

## Склад гурту

### Діючий склад
- Фред Дерст — вокал, тексти (з 1994 року)
- Вес Борланд — гітара, бек-вокал (1995—2001, 2004—2006, з 2009 року)
- Сем Ріверс — бас-гітара (з 1994 року)
- Джон Отто — ударні, перкусія (з 1994 року)
- DJ Lethal — скретчі, семпли, клавішні, програмування (1996—2012, з 2018)

### Колишні учасники гурту
- Роб Вотерс (англ. Rob Waters) — гітара: перший гітарист Limp Bizkit, був у складі гурту нетривалий час.
- Майк Сміт (англ. Mike Smith) — гітара: приєднався до гурту в 2003 році, брав участь в записі альбому Results May Vary. 2004 року пішов з гурту. Зараз грає в гурті Evolver[25].

### Сесійні музиканти
- Скотт Борланд (англ. Scott Borland) — клавішні (1995—2000)
- Браян Велч (англ. Brian 'Head' Welch) з Korn — гітара (2002—2003)
- Семмі Сайглер (англ. Sammy Siegler) — ударні, перкусія (2005)
- DJ Skeletor — скретчі, семпли, клавішні, програмування, бек-вокал (2012—2018)
- Самуель Джі Мпангю — бас-гітара (2015—2018)
- Цузумі Окаі — бас-гитара (2018)

## Дискографія

### Студійні альбоми
- Three Dollar Bill, Yall$ (1997)
- Significant Other (1999)
- Chocolate Starfish and the Hot Dog Flavored Water (2000)
- Results May Vary (2003)
- Gold Cobra (2011)
- Still Sucks (2021)

### Міні-альбоми
- The Unquestionable Truth (Pt. 1) (2005)

## Limp Bizkit та Україна
Limp Bizkit провели 3 концерти в Україні:
- Limp Bizkit провели концерт в Україні 31 травня 2009 у Київському палаці спорту в рамках Unicorns N' Rainbows Tour.
- 7 жовтня 2010 року Limp Bizkit вдруге відвідали Київ. Концерт відбувся в КиївЕкспоПлаза[26]
- 1 грудня 2013 Концерт Limp Bizkit в Stereo Plaza (Київ)

3 грудня 2013-го підтримали Євромайдан.
вороже ставиться до України, одружувався/розлучався з двома росіянками та мав намір отримати російське громадянство.[джерело?]

## Скандали
8 жовтня 2015 року російське видання «Известия» повідомило, що Limp Bizkit має намір виступити в окупованих російськими бойовиками Донецьку та Луганську. Однак пізніше, президент компанії TCI Едуард Ратніков в інтерв'ю РИА Новости скасував ці плани, але сказав, що "можливо, в наступному році".
Восени 2015 року у Воронежі лідер гурту Фред Дерст під час свого виступу показував плакат із написом російською мовою «Крым = Россия» (укр. Крим = Росія).
У 2015 Фред Дерст також заявив, що Путін «чудовий мужик».
В жовтні 2015-го Дерст заявив про бажання працювати в окупованому Криму і розвивати його для Росії.
У 2022 році гурт випустив пародію на Зеленського, Байдена, Путіна та інших лідерів, яка була більш такою, що висміює Зеленського і Байдена і не висловлювала жодних анти-військових ідей.